# Auguste của Leuchtenberg
Auguste của Leuchtenberg (Auguste Charles Eugène Napoléon de Beauharnais; 09 tháng 12 năm 1810 - 28 tháng 03 năm 1835) là vương tế đầu tiên của Nữ vương Maria II của Bồ Đào Nha. Ngoài việc giữ tước vị Công tước thứ 2 xứ Leuchtenberg và Thân vương thứ 2 xứ Eichstätt, ông còn giữ tước hiệu cao quý của Đế quốc Brasil là Công tước xứ Santa Cruz.
Ông là người con thứ 2 và là con trai lớn nhất của Phó vương Ý Eugène de Beauharnais, con riêng của Hoàng hậu Joséphine de Beauharnais, vợ đầu của Hoàng đế Napoleon, mẹ ông là Auguste của Bayern, con gái của Vua Maximilian I Joseph của Bayern. Chị gái của ông là Joséphine của Leuchtenberg, vợ của vua Oscar I của Thụy Điển. Người em gái kế là Amélie của Leuchtenberg, trở thành vợ thứ 2 của Hoàng đế Pedro II của Brasil. Hoàng đế Napoleon III của Đệ Nhị Đế chế Pháp là em họ đời đầu, vì cô ruột của ông, Hortense de Beauharnais là mẹ của vị hoàng đế này.
Năm 1832, vì vấn đề kinh tế nên Auguste thỉnh cầu triều đình Bayern mua lại Thân vương quốc Eichstätt, lãnh thổ mà ông ngoại của ông là Maximilian I Joseph của Bayern lập ra để trao lại cho cha của ông vào năm 1817. Đến năm 1855, Bayern cuối cùng đã mua được tài sản còn lại của những người thừa kế Leuchtenberg với giá 3 triệu guilders.